# Proterospastis taeniala
Proterospastis taeniala är en fjärilsart som beskrevs av László Anthony Gozmány. Proterospastis taeniala ingår i släktet Proterospastis och familjen äkta malar. Inga underarter finns listade i Catalogue of Life.